# Viaduc de Chaumont
Le viaduc de Chaumont est un pont ferroviaire de la ligne de Paris-Est à Mulhouse-Ville, situé à Chaumont en  Haute-Marne ; il surplombe la vallée de la Suize. Une voie piétonne est aménagée au premier niveau.
Ses dimensions en font l’un des plus remarquables ouvrages d’art du milieu du XIXe siècle en Europe.

## Situation ferroviaire
Le viaduc de Chaumont est situé au point kilométrique (PK) 260,757 de la ligne de Paris-Est à Mulhouse-Ville, à quelques centaines de mètres de l'embranchement de la ligne de Blesme - Haussignémont à Chaumont, à moins d'un kilomètre avant l'entrée en gare de Chaumont en venant de Paris.

## Histoire

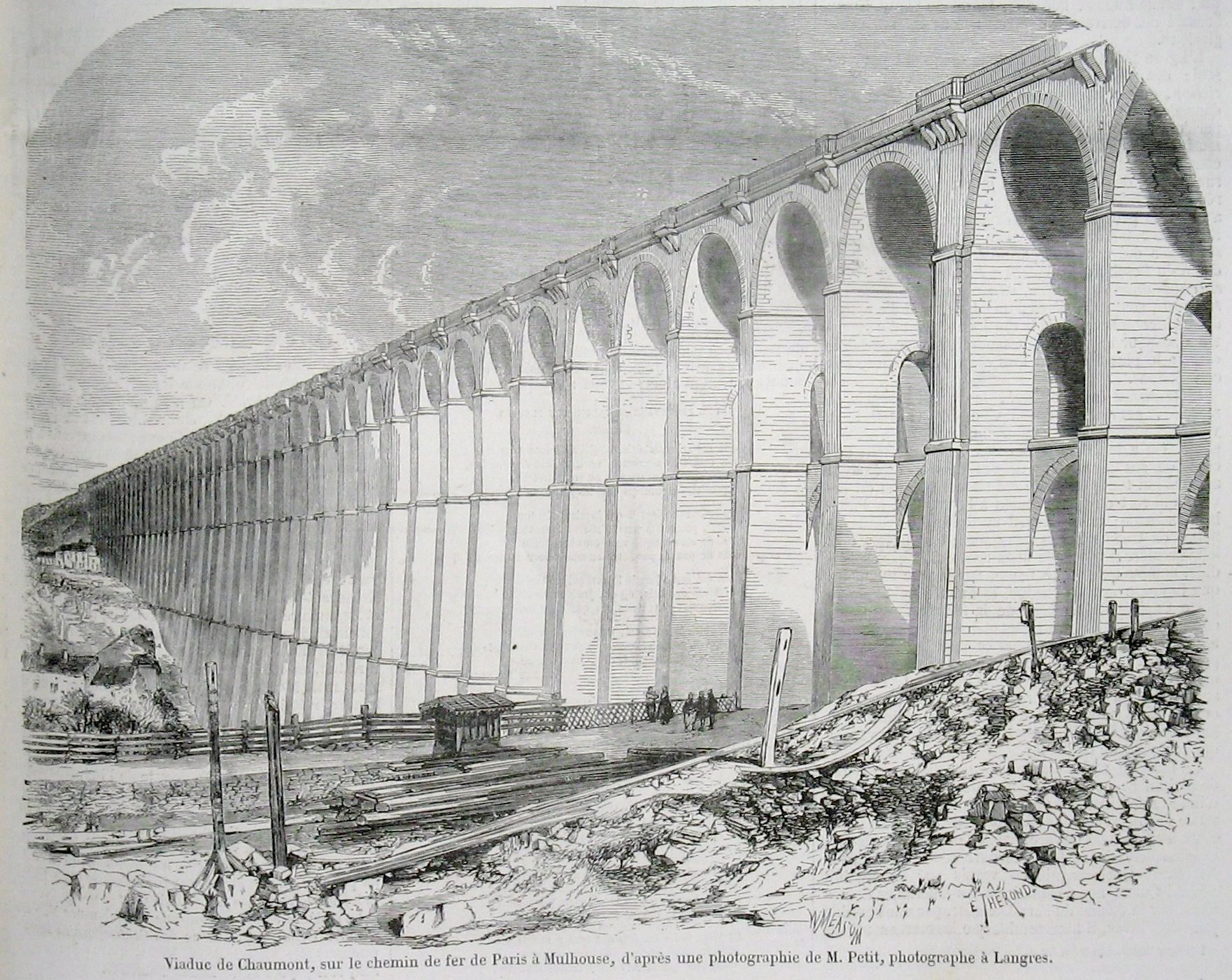
Gravure de 1857.

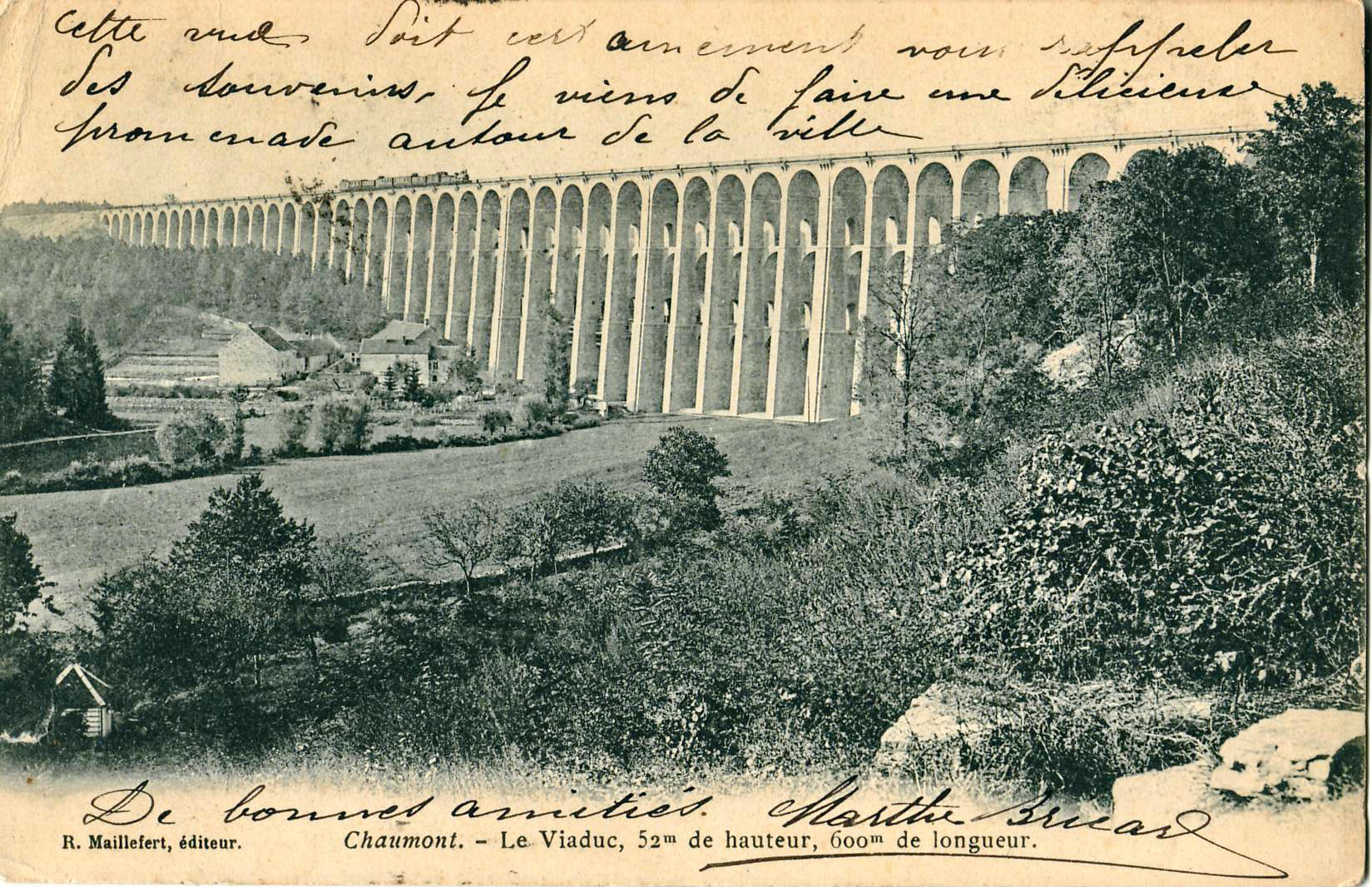
Le viaduc, vers 1903.

Le viaduc de Chaumont est construit en quinze mois entre 1855 et 1856. Jour et nuit, 2 500 ouvriers et 300 chevaux ont permis cette construction rapide pour l'époque. Le maître d'ouvrage est la Compagnie des chemins de fer de l'Est et l'architecte Eugène Decomble. Il est édifié pour permettre au chemin de fer d’atteindre la partie haute de la ville. L'ouvrage se compose de 60 000 m3 de maçonnerie.
Le 31 août 1944, dans leur retraite, les Allemands détruisent deux arches du viaduc (soit 45 mètres de longueur), afin de couper la voie de chemin de fer et d'obstruer la route Chaumont-Auxerre. En raison de l'importance stratégique de la ligne, celle-ci est rapidement rétablie grâce à une voie provisoire en service dès le 28 décembre 1944, et le viaduc est effectivement reconstruit le 6 novembre 1945.
Depuis le 8 juin 2012, le viaduc bénéficie d'une mise en lumière grâce à 430 projecteurs à diodes électroluminescentes (LED) disposés au pied du monument et dans ses galeries  (conception des lumières de Jean-François Touchard).

## Caractéristiques
Le viaduc mesure 600 mètres de long et comprend 50 arches qui s'élèvent à 52 mètres.
Sa structure est composée dans la longueur de piles-culées le divisant en dix travées de cinq arcades sur 600 mètres. Verticalement, chaque arcade comporte le tablier d'une largeur de huit mètres soutenu par une arche de plein cintre, elle-même reposant sur deux étages d’arches de contreventement. Cette disposition permet à l'ouvrage de supporter les vibrations provoquées par le passage des trains, et de diminuer de moitié la section des piles.

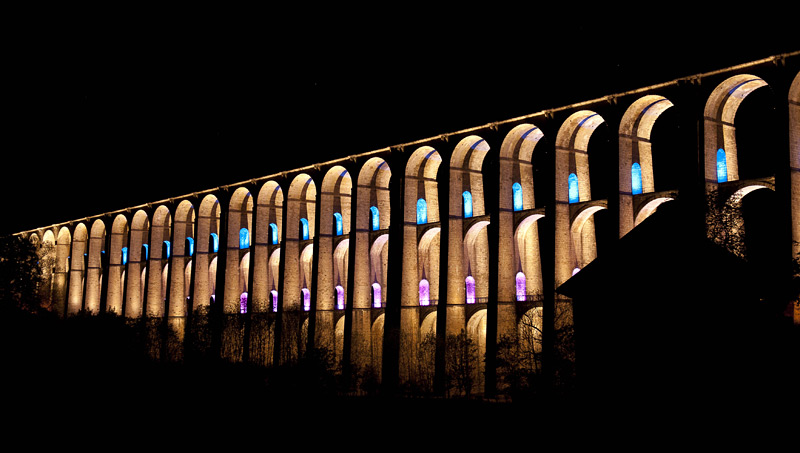
Le viaduc illuminé en juin 2012.
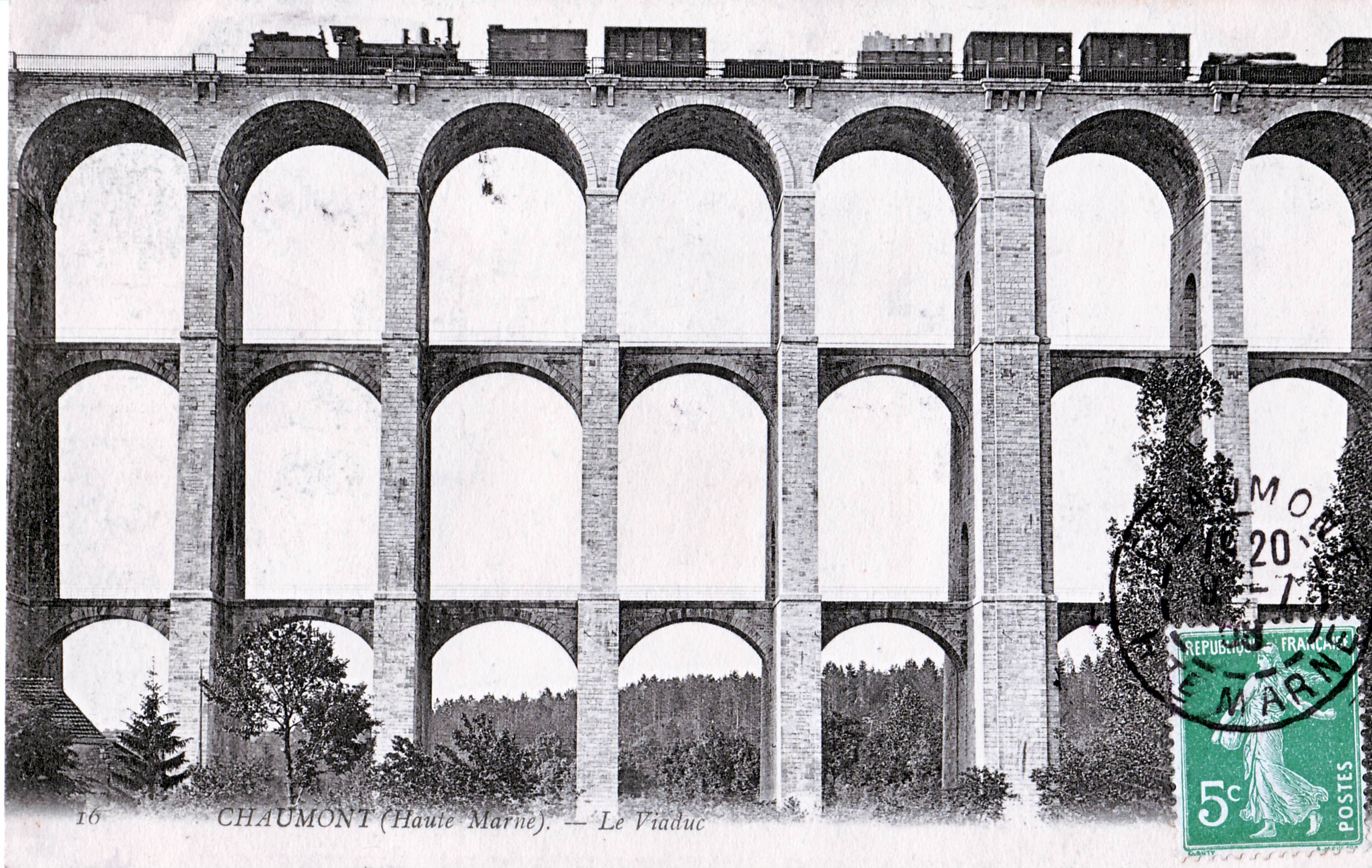
Vue de face du viaduc.
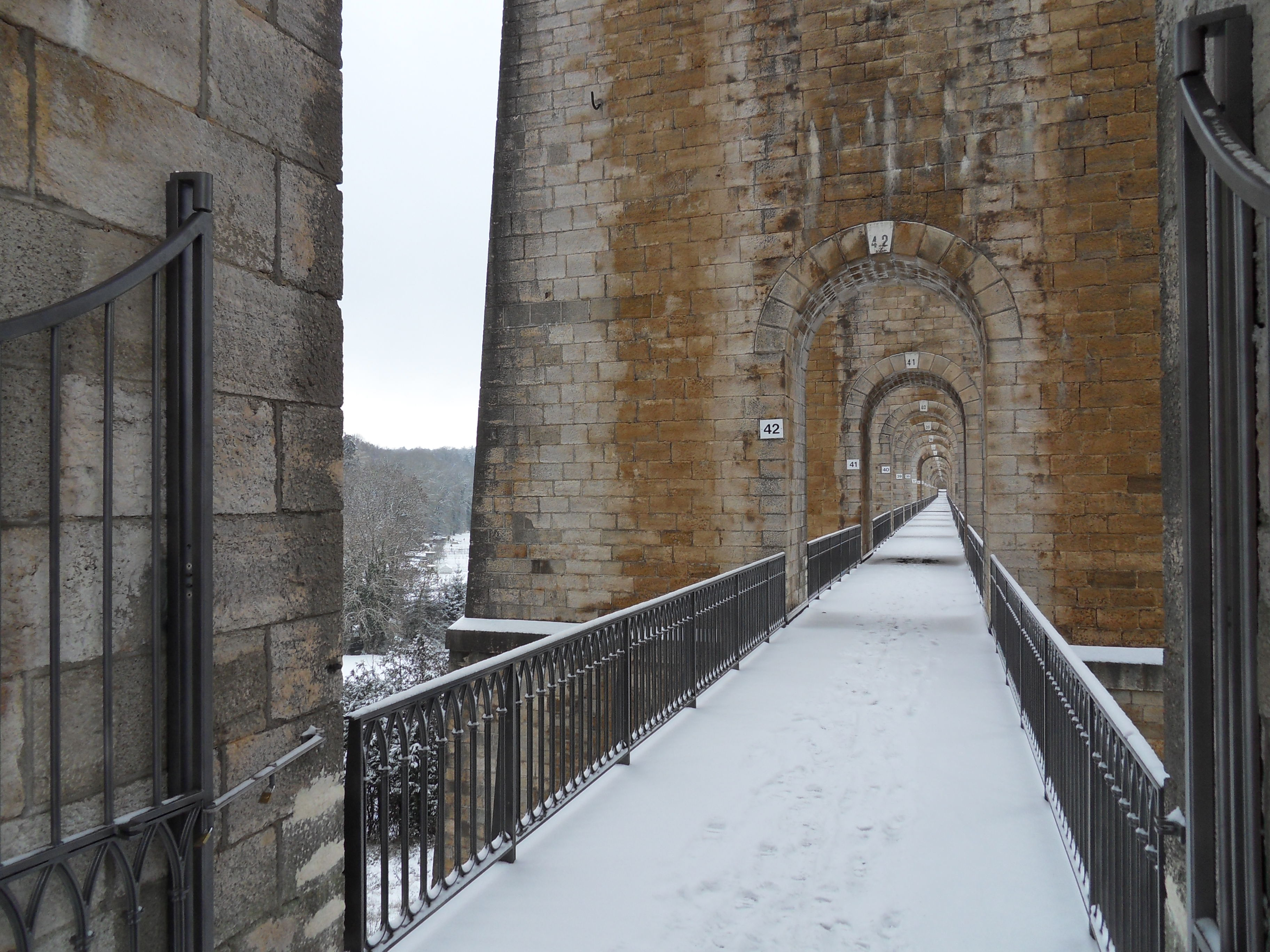
Voie piétonne du premier niveau.
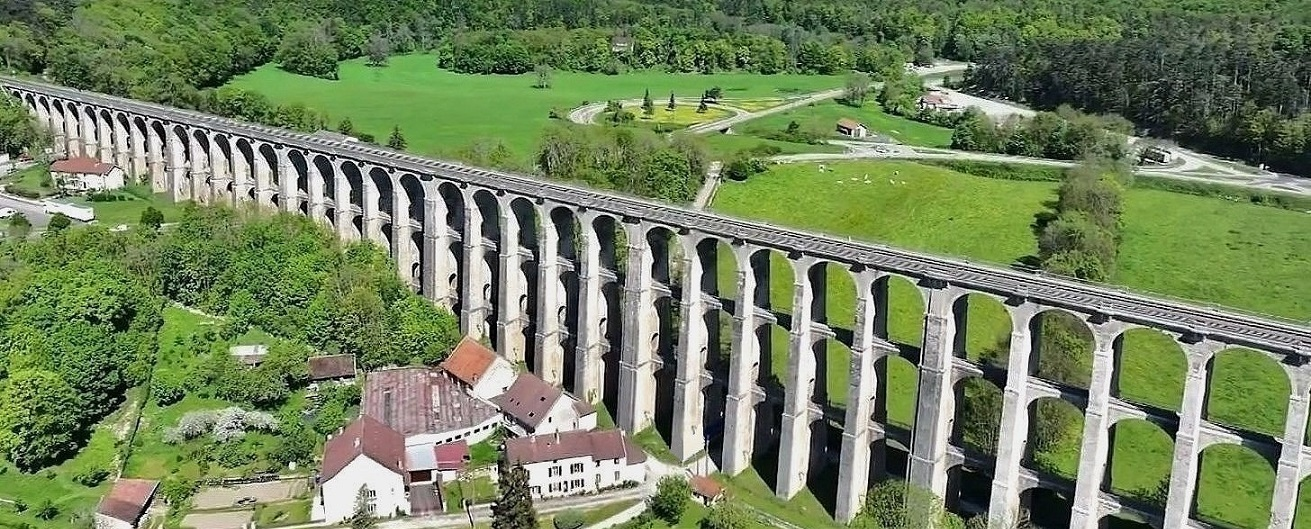
Vue panoramique du viaduc

## Filmographie
Le viaduc et la gare de Chaumont ont notamment servi de cadre aux films suivants : Le Pacha, Le Cerveau et Un étrange voyage.

## Philatélie
Un timbre postal représentant le viaduc a été émis le 18 janvier 1960.